# Blackmore End
Blackmore End – przysiółek w Anglii, w Hertfordshire. Leży 4,5 km od miasta Harpenden, 16 km od miasta Hertford i 38,9 km od Londynu. W 2015 miejscowość liczyła 880 mieszkańców.